# Първенство на България по футбол 1924
През 1924 се провежда 1-ия сезон на Държавното първенство по футбол на България. В първенството участват победителите от отделните Спортни области на страната. Играе се по системата на директни елиминации в един мач. При равенство се назначава допълнително време, а при ново равенство - мачът се преиграва. Финалът се провежда в София. На победителя се връчва и Царската купа.

## Участници
Участват победителите на съществуващите шест спортни федерации.
| Северобългарска спортна федерация | Владислав (Варна)   |  |  |
| Софийска спортна федерация        | Левски (София)      |  |  |
| Приморска спортна федерация       | Черноморец (Бургас) |  |  |
| Тракийска спортна федерация       | Победа (Пловдив)    |  |  |
| Югозападна спортна федерация      | Кракра (Перник)     |  |  |
| Бдинска спортна федерация         | Орел (Враца)        |  |  |

## Първи кръг
| Левски (София)    | Черноморец (Бургас) | 7:0 |  |
| Орел (Враца)      | Кракра (Перник)     | 1:0 |  |
| Победа (Пловдив)  | почива              |     |  |
| Владислав (Варна) | почива              |     |  |

## Втори кръг – Полуфинали
| Победа (Пловдив) | Орел (Враца)      | 5:0  |  |
| Левски (София)   | Владислав (Варна) | 0:0* |  |

- *Мачът е игран без допълнително време поради настъпилата тъмнина. Владислав (Варна) отказва да играе на следващия ден отново в София и настоява преиграването да е във Варна. БНСФ определя нова дата за преиграване отново в София. Впоследствие дава възможност мачът да се преиграе във Варна, но само ако Владислав (Варна) и Северобългарската спортна федерация покрият разходите за това. В крайна сметка не се постига окончателно споразумение и втората полуфинална среща не е проведена. Държавен първенец за тази година не е излъчен.